# Гзовская, Ольга Владимировна
О́льга Влади́мировна Гзо́вская (10 (22) октября 1883, Москва — 2 июля 1962, Ленинград) — русская и советская актриса театра и кино.

## Биография
Родилась в семье чиновника московской таможни польского происхождения. В 1905 году окончила театральное училище при Малом театре (педагог — А. П. Ленский) и 1 сентября 1905 года поступила в Малый театр (первая — роль Ариэль в «Буре» У. Шекспира, октябрь 1905), служила в театре с 1905 по 1910 годы. Играя в Малом театре, Гзовская брала уроки у Станиславского. В июле 1908 года вышла замуж за В. Нелидова (первый муж), управляющего труппой Малого театра. В 1908—1909 гастролировала по городам России. В 1910 году перешла в Московский Художественный театр, в 1917 году вернулась в Малый (1917—1919). С осени 1919 года преподавала в Шаляпинской студии и в Оперной студии Большого театра, концертировала. Летом 1920 года выступала на фронте с концертной программой.
В ноябре 1920 года со своим мужем — актёром В. Гайдаровым и ещё с несколькими артистами МХТ уехала за границу.
Это произошло довольно неожиданно, никто из актёров не готовился к отъезду. Они гастролировали по Украине, но Гражданская война в 1919 году отрезала их от Москвы. Люди стали пытаться как-то выжить, постепенно к ним присоединялись другие московские артисты, оказавшиеся также отрезанными в других частях страны, в том числе несколько актёров труппы Синельникова. В итоге возникла довольно многочисленная группа известных театральных деятелей, куда входили, помимо Гзовской и Гайдарова, Алла Константиновна Тарасова, Василий Иванович Качалов, его супруга Н. Н. Литовцева, Ольга Леонардовна Книппер-Чехова, М. Н. Наблоцкая, её муж актёр Путята, Н. О. Массалитинов, Юрий Ракитин, Владимир Жедринский, М. А. Крыжановская, М. Н. Германова, Е. Н. Рощина-Инсарова, Пётр Фёдорович Шаров и многие др. Решили держаться вместе. Об этом эпизоде из жизни родителей и истории МХТ писал Вадим Шверубович, сын Качалова и Литовцевой.
Наталья Вагапова, историк театра, автор книги «Русская театральная эмиграция» в Центральной Европе и на Балканах»: 

Каким образом образовалась эта группа, известно, но напомню, что во время Гражданской войны (этот сюжет подробно описан в книге Вадима Шверубовича о старом Художественном театре и неоднократно это публиковалось в журналах ещё в советское время) группа актёров, в которую входили такие видные люди, как Массалитинов, Качалов, Ольга Книппер-Чехова, Крыжановская, просто поехали подкормиться в Киев. Потом они оказались, в результате перипетий Гражданской войны, отрезанными от Москвы, и стали путешествовать по югу России. Когда они достигли Тифлиса, теперешнего Тбилиси, и гастролировали там с огромным успехом, поступило предложение от некоей итальянской киностудии снять фильм с их участием в Италии. Фирма даже оплачивала путешествие на пароходе. И думая, что они не только сделают эти съёмки в Италии, но и смогут гастролировать по родственным славянским странам, а у них были связи, в частности, с болгарами, многие из которых в 1910-е годы стажировались в МХТ, они решились на эту авантюру. По правде говоря, другого выхода и не было, потому что Москва была отрезана, было совершенно непонятно, как возвращаться, что играть. Таким образом, эта качаловская группа выехала в 1919 году и прибыла сначала в Стамбул, а потом уже в Софию. И так началась эта эпопея, которая продолжалась до 1921 года, когда, списавшись со МХТом, который к тому времени уже стал играть, им стало понятно, что многие из присутствующих тогда в Берлине нужны во МХТе, и советское правительство очень хотело бы их заполучить обратно, в частности, таких людей, как и некоторые другие актёры, их просто приглашали персонально. Другие или не получили приглашения, или после длительной переписки поняли, что их не ждут, что их репертуар нежелателен или не востребован.
Работала в Эстонии, Латвии и Литве, Чехословакии, Югославии, Польше, Германии, где совместно с мужем организовала киностудию. Но не будучи профессиональными предпринимателями, не сумели содержать её. В берлинском Городском оперном театре в 1926 году Гзовская поставила «Пиковую даму» П. И. Чайковского. 
По возвращении 1932 году в СССР, работала в концертных организациях Москвы. В ноябре 1934 переехала в Ленинград, где продолжила концертную деятельность и постановила несколько литературных композиций. В 1939 была пришла в ленинградский Театр им. Ленинского комсомола. Но в связи с началом войны эвакуировалась в Новосибирск, где продолжала театральную работу, поставив спектакли «Самодуры» К. Гольдони и «Домик в Черкизове» А. Н. Арбузова. В марте 1943 поступила в Ленинградский академический театр драмы им. А. С. Пушкина, где работала до 1956. Кроме того, руководила кружками художественной самодеятельности Дома учёных, Клуба моряков и др.
Перешла в конце жизни на педагогическую работу.
Похоронена в Москве на Введенском кладбище (11 уч.).

## Роли в театре

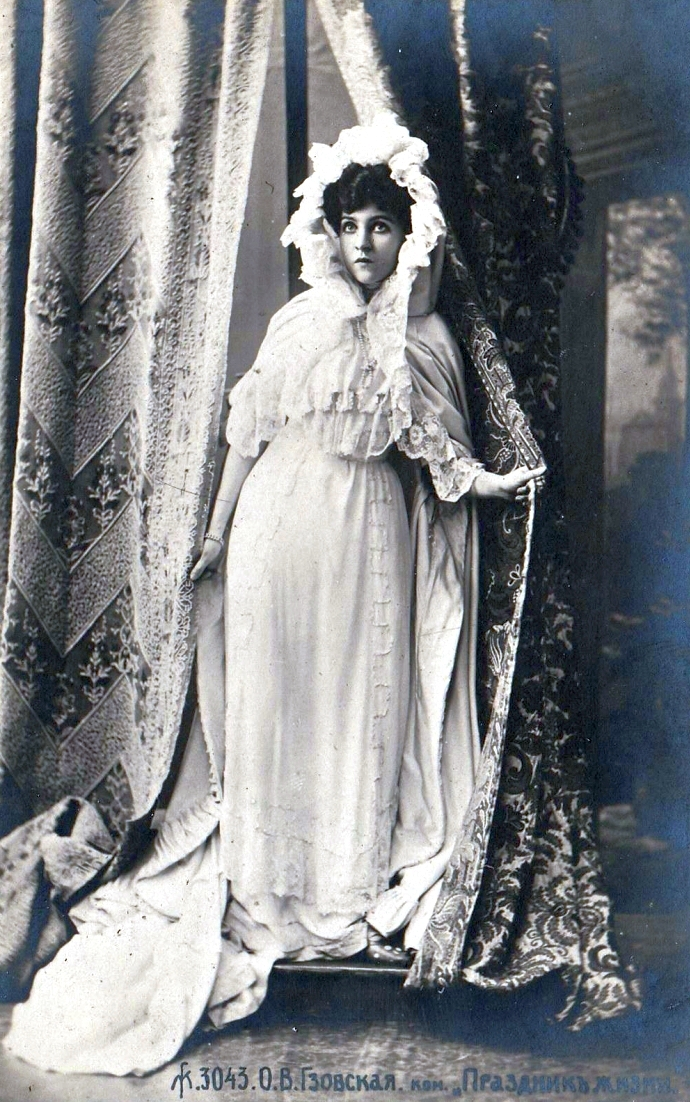
О. В. Гзовская в комедии «Праздник жизни»

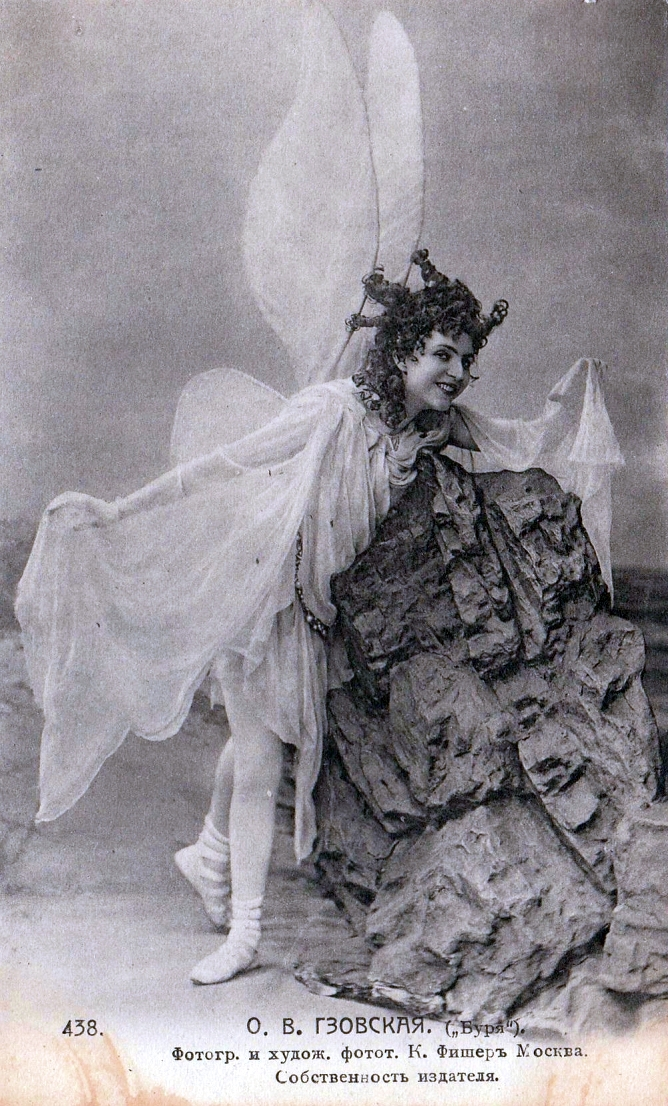
О. В. Гзовская в спектакле «Буря»

#### Малый театр
Ариэль («Буря» Шекспира), Беатриче («Много шума из ничего» Шекспира), Эрика («Молодёжь» М.Дрейера), Тея («Праздник жизни» Г.Зудермана), Ирэн («Золотое руно» С. Пшибышевского), Клерхен («Вечерняя заря» Ф.Бейерлейна), Наташа («Над жизнью» Н.Шкляра), Кэтти («В старом Гейдельберге» В.Мейер-Форстера), Дездемона («Отелло» У. Шекспира), Марина Мнишек («Дмитрий Самозванец» Островского, Клеопатра («Цезарь и Клеопатра» Б. Шоу), мисс Мейбл Чилтерн («Идеальный муж» О. Уайльда), Керубино («Безумный день, или женитьба Фигаро» П. Бомарше). В 1917—1919 гг.: Софья («Горе от ума» А.Грибоедова), Саломея («Саломея» О.Уайльда), Лидия Чебоксарова («Бешеные деньги» А.Островского).

#### Московский Художественный театр
- 1910 — «Братья Карамазовы» по одноимённому роману Ф. М. Достоевского — Катерина Ивановна
- 1911 — «Miserere» С. Юшкевича — Тина
- 1911 — «Гамлет» У. Шекспира — Офелия
- 1912 — «Где тонко, там и рвётся» И. С. Тургенева — Вера Либанова
- 1913 — «Мнимый больной» Ж.-Б. Мольера — Туанет
- 1914 — «Хозяйка гостиницы» К. Гольдони — Мирандолина
- 1915 — «Каменный гость» А. С. Пушкина — Лаура

#### Ленинградский театр им. Ленинского комсомола
- «Много шума из ничего» У. Шекспира — Беатриче
- «На всякого мудреца довольно простоты» А. Н. Островского — Мамаева

#### Ленинградский академический театр драмы им. А. С. Пушкина
- 1942 — «Кремлёвские куранты» Н. Погодина — Старушка с ребёнком
- 1945 — «Пигмалион» Б. Шоу — миссис Эйнсфорд -Хилл
- 1954 — «Лермонтов» Б. Лавренёва — Елизавета Алексеевна Арсеньева, бабушка Лермонтова (последняя роль).

## Роли в кино
- «Мара Крамская» (Мара Крамская, 1915).
- «Лена Рокотова» (Женщина с кинжалом, режиссёр Я.Протазанов),
- «Дочь помещика» (Тася, режиссёр Я.Протазанов),
- «Ураган» (Наташа, режиссёр Б.Сушкевич),
- «Панна Мэри» (Панна Мэри, режиссёр Я.Протазанов), 1916. В 1917 снялась в картинах:
- «Маска души» 1916  (Ирэна)
- «Шквал» (Таня, Ч.Сабинского), 1917
- «Её жертва» (Анеля, Ч.Сабинского); 1917
- «И тайну поглотили волны; И смерть им была суждена» (Лилиас);
- «Не надо крови» (Ольга Перновская, режиссёр Я.Протазанов); 1918
- «Дженни» (Горничная Дженни, режиссёр Я.Протазанов),
- «Йола» (Ведьмы) (Маруна-Йола, режиссёр В.Старевич) 1918;
- «Сорока-воровка» (режиссёр А.Санин, 1920),
- «Любите жизнь» (Ольга, режиссёр Г.Азагаров, 1923, съёмки в Мюнхене),
- «Псиша» (Псиша, режиссёр Ю.Ларин, 1927, съёмки в Берлине),
- «Степные песни» (Рогозная, режиссёр Я.Уринов, 1932—1933).

Роли в зарубежных фильмах:
- «Интриги» Мадам Поммери (Мадам Поммери, режиссёр Вентгаузен, Берлин, 1922);
- «Жулик против воли» (Графиня, режиссёр Больвари, Мюнхен, 1925).

## Награды
- Орден «Знак Почёта» (26 октября 1948 года) — за выдающиеся заслуги в развитии советского театрального искусства и в связи с пятидесятилетием со дня основания Московского орденов Ленина и Трудового Красного Знамени Художественного Академического театра СССР имени М. Горького[2].

## Книга
- Гзовская О. В. Пути и перепутья. Портреты. Статьи и воспоминания об О. В. Гзовской / Всероссийское театральное общество. — М.: ВТО, 1976. — 432 с.